# М’Билли, Кристиан
Кристиа́н М’Билли́ Ассомо́-Алье́ (фр. Christian M'billi Assomo-Hallier; род. 26 апреля 1995, Яунде, Камерун) — французский боксёр-профессионал камерунского происхождения, выступающий в средней и во второй средней весовых категориях. Выступал за сборную Франции по боксу (2012—2016), участник Олимпийских игр (2016), чемпион Европейского Союза, чемпион Европы среди юниоров, победитель и призёр турниров национального значения в любителях.
Среди профессионалов действующий временный чемпион мира WBC (2025—н. в.) и чемпион по версии WBC Continental Americas (2021—н. в.) во 2-м среднем весе. Бывший чемпион по версии WBC Francophone (2019—2020), чемпион мира среди молодёжи по версии WBC Youth (2018—2019), чемпион по версии WBC Youth Intercontinental (2018) в среднем весе.

## Биография
Кристиан М’Билли родился 26 апреля 1995 года в Яунде, Камерун. В возрасте одиннадцати лет вместе с родителями переехал на постоянное жительство во Францию.

### Любительская карьера
В 2012 году вошёл в состав французской национальной сборной. Первого серьёзного успеха на международной арене добился в сезоне 2013 года, когда одержал победу на чемпионате Европы среди юниоров в Нидерландах и выиграл серебряную медаль на международном турнире «Золотая перчатка Воеводины» в Сербии.
Начиная с 2014 года выступал на соревнованиях взрослых спортсменов, в частности занял первое место на чемпионате Европейского Союза в Софии, стал лучшим на международном турнире Gee-Bee в Хельсинки, выиграл Мемориал Ливенцева в Минске, завоевал проходящий в Галле Кубок химии, где в числе прочего победил Энтони Фаулера и Максима Коптякова. При этом на чемпионате Франции стал серебряным призёром в зачёте средней весовой категории.
В 2015 году М’Билли одержал победу на чемпионате Франции в среднем весе. В этом сезоне побывал на чемпионате Европы в Самокове, на чемпионате мира в Дохе и на Европейских играх в Баку, однако ни на одном из этих соревнований попасть в число призёров не смог. С этого момента также регулярно принимал участие в матчевых встречах полупрофессиональной лиги WSB, где представлял команду «Пуэрто-риканские ураганы».
М’Билли занял первое место на европейском квалификационном олимпийском турнире в Самсуне и благодаря этому удостоился права защищать честь страны на летних Олимпийских играх 2016 года в Рио-де-Жанейро. В первых двух поединках среднего веса благополучно прошёл украинца Дмитрия Митрофанова и эквадорца Марло Дельгадо, однако на стадии четвертьфиналов со счётом 0:3 потерпел поражение от представителя Кубы Арлена Лопеса и выбыл из борьбы за медали.

### Профессиональная карьера
После Олимпиады Кристиан М’Билли решил попробовать себя среди профессионалов и в феврале 2017 года успешно дебютировал на профессиональном уровне. Выступает преимущественно на территории Канады и Франции.

#### Бой с Сергеем Деревянченко
17 августа 2024 года в Квебеке (Канада) провел победный бой с украинским боксёром Сергеем Деревянченко. В первых раундах завладел инициативой, прессинговал и работал по корпусу ветерана. В третьем раунде украинец получил травму левой руки, что позволило Мбилли снизить активность и уменьшить тоннаж ударов. В 7-м раунде Сергей смог потрясти француза и чуть не закончить бой досрочно в свою пользу, но добить не получилось. 9-й раунд можно отдать украинскому ветерану, но всё же концовку Кристиан забрал, а с ней и бой. Судьи: 100—90, 99—91 и 98—92.

#### Бой с Мацеем Сулецки
27 июня 2025 года в Квебеке вышел на бой за временный пояс по линии WBC в суперсреднем весе (до 76,2 кг). Соперником стал экс-претендент из Польши 7№ рейтинга WBC Мацей Сулецки (33-4, 13 КО). В конце первого раунда поляк начал уходить в защиту. На последней минуте он пропустил апперкот и оказался в нокдауне. Смог встать, но рефери остановил бой. ТКО1.

## Статистика профессиональных боёв
В таблице перечислены результаты всех поединков боксёров.
В каждой строке указан результат поединка. Дополнительно номер поединка обозначен цветом, который обозначает итог поединка. Расшифровка обозначений и цветов представлена в нижеследующей таблице.
| Пример | Расшифровка                     |
| ------ | ------------------------------- |
|        | Победа                          |
|        | Ничья                           |
|        | Поражение                       |
|        | Планируемый поединок            |
|        | Поединок признан несостоявшимся |
| КО     | Нокаут                          |
| ТКО    | Технический нокаут              |
| PTS    | Решение судей (по очкам)        |
| UD     | Единогласное решение судей      |
| MD     | Решение большинства судей       |
| SD     | Раздельное решение судей        |
| RTD    | Отказ от продолжения боя        |
| DQ     | Дисквалификация                 |
| NC     | Поединок признан несостоявшимся |

| 29 поединков, 29 побед (24 нокаутом). | 29 поединков, 29 побед (24 нокаутом). | 29 поединков, 29 побед (24 нокаутом). | 29 поединков, 29 побед (24 нокаутом).     | 29 поединков, 29 побед (24 нокаутом).                    | 29 поединков, 29 побед (24 нокаутом). | 29 поединков, 29 побед (24 нокаутом).                                                                                                  |
| Бой                                   | Рекорд                                | Дата                                  | Соперник                                  | Место боя                                                | Результат                             | Данные о бое |
| ------------------------------------- | ------------------------------------- | ------------------------------------- | ----------------------------------------- | -------------------------------------------------------- | ------------------------------------- | --- |
| 29                                    | 29-0                                  | 27 июня 2025                          | Мацей Сулецки (33-3)                      | Квебек, Канада                                           | TKO 1 (12), 2:28                      | Бой за вакантный титул временного чемпиона мипа по версии WBC во 2-м среднем весе.                                                     |
| 28                                    | 28-0                                  | 17 августа 2024                       | Сергей Деревянченко (15-5)                | Квебек, Канада                                           | UD 10                                 | Бой за титул чемпиона титул чемпиона по версии WBC Continental Americas (8-я защита М’Билли) во 2-м среднем весе.                      |
| 27                                    | 27-0                                  | 25 мая 2024                           | Марк Хеффрон (30-3-1)                     | Centre Gervais Auto, Шавиниган, Канада                   | KO 1 (10), 0:40                       | Бой за титул чемпиона титул чемпиона по версии WBC Continental Americas (7-я защита М’Билли) во 2-м среднем весе.                      |
| 26                                    | 26-0                                  | 13 января 2024                        | Рохан Мердок (27-2)                       | Centre Videotron, Квебек, Канада                         | RTD 6 (10), 3:00                      | Бой за титул чемпиона по версии WBC Continental Americas (6-я защита М’Билли) во 2-м среднем весе.                                     |
| 26                                    | 26-0                                  | 13 января 2024                        | Рохан Мердок (27-2)                       | Centre Videotron, Квебек, Канада                         | RTD 6 (10), 3:00                      | Бой за титул чемпиона по версии WBC Continental Americas (6-я защита М’Билли) во 2-м среднем весе.                                     |
| 25                                    | 25-0                                  | 8 сентября 2023                       | Демонд Николсон (26-5-1)                  | Lac Leamy Casino, Гатино, Канада                         | KO 4 (10), 1:56                       | Бой за титул чемпиона по версии WBC Continental Americas (5-я защита М’Билли) во 2-м среднем весе.                                     |
| 24                                    | 24-0                                  | 23 марта 2023                         | Карлос Гонгора (21-1)                     | Казино в Монреале, Монреаль, Канада                      | UD 10                                 | Бой за титул чемпиона по версии WBC Continental Americas (4-я защита М’Билли) во 2-м среднем весе. Счёт судей: 99-91, 98-92, 97-93.    |
| 23                                    | 23-0                                  | 17 декабря 2022                       | Вон Александр (17-6-1)                    | Parc des expositions, Нант, Франция                      | UD 10                                 | Счёт судей: 99-91, 100-90 (дважды). |
| 22                                    | 22-0                                  | 9 сентября 2022                       | ДеАндре Уэйр (15-3-2)                     | Казино в Монреале, Монреаль, Канада                      | KO 2 (10), 2:20                       | Бой за титул чемпиона по версии WBC Continental Americas (3-я защита М’Билли) во 2-м среднем весе.                                     |
| 21                                    | 21-0                                  | 26 марта 2022                         | Наджиб Мохаммеди (44-8)                   | Казино в Монреале, Монреаль, Канада                      | KO 5 (10), 2:45                       | Бой за титул чемпиона по версии WBC Continental Americas (2-я защита М’Билли) во 2-м среднем весе.                                     |
| 20                                    | 20-0                                  | 11 декабря 2021                       | Рональд Эллис (18-2-2)                    | Zembo Shrine, Гаррисберг, Пенсильвания, США              | UD 10                                 | Бой за титул чемпиона по версии WBC Continental Americas (1-я защита М’Билли) во 2-м среднем весе. Счёт судей: 99-91, 100-90 (дважды). |
| 19                                    | 19-0                                  | 23 сентября 2021                      | Ронни Ландаэта (18-3)                     | Центр Vidéotron, Квебек, Канада                          | TKO 3 (10), 0:37                      | Завоевал вакантный титул чемпиона по версии WBC Continental Americas во 2-м среднем весе.                                              |
| 18                                    | 18-0                                  | 22 апреля 2021                        | Хесус Антонио Гутьеррес Веласкес (27-4-2) | Военная академия США, Уэст-Пойнт, штат Нью-Йорк, США     | TKO 5 (8), 1:53                       | |
| 17                                    | 17-0                                  | 12 декабря 2020                       | Роландо Паредес (16-11-2)                 | Отель Holiday Inn, Куэрнавака, Морелос, Мексика          | TKO 3 (8), 1:04                       | |
| 16                                    | 16-0                                  | 13 декабря 2019                       | Кеандрэ Лезервуд (22-6-1)                 | Palais des sports Marcel-Cerdan, Леваллуа-Перре, Франция | TKO 8 (10), 1:04                      | |
| 15                                    | 15-0                                  | 12 октября 2019                       | Абрахам Хуарес (15-3)                     | ДС Марселя Сердана, Леваллуа-Перре, О-де-Сен, Франция    | TKO 9 (10), 2:35                      | Завоевал вакантный титул чемпиона по версии WBC Francophone в среднем весе.                                                            |
| 14                                    | 14-0                                  | 30 марта 2019                         | Умберто Гутьеррес Очоа (33-7-2)           | 2300 Arena, Филадельфия, Пенсильвания, США               | UD 8                                  | Счёт судей: 80-72, 79-73 (дважды). |
| Бой                                   | Рекорд                                | Дата                                  | Соперник                                  | Место боя                                                | Результат                             | Данные о бое |